# Das Geschlecht der Schelme. 1. Teil
Das Geschlecht der Schelme. 1. Teil è un film muto del 1917 scritto e diretto da Alfred Halm. Prima parte di un dittico (la seconda parte, Das Geschlecht der Schelme. 2. Teil, uscì in sala nell'ottobre 1918), fu il primo film girato insieme da Lya Mara e da Frederic Zelnik (anche produttore). I due attori si sposarono e iniziarono insieme una proficua collaborazione che fece dell'attrice una diva del cinema muto tedesco degli anni venti.

## Produzione
Il film fu prodotto da Frederic Zelnik (con il nome Friedrich Zelnik) per la Berliner Film-Manufaktur GmbH (Berlin).

## Distribuzione
Uscì nelle sale cinematografiche tedesche nell'agosto 1917, presentato in settembre al UT Ku'damm di Berlino.